# Vorontsóvskaya
Vorontsóvskaya (del ruso: Воронцовская) es una stanitsa del raión de Dinskaya del krai de Krasnodar del sur de Rusia. Está situada en la zona de estepa de la margen derecha del río Kubán, 39 km al oeste de Dinskaya y 29 km al noroeste de Krasnodar, la capital del krai. Tenía 1 162 habitantes en 2010.
Pertenece al municipio Novovelichkovskoye.

## Historia
La localidad fue fundada a principios del siglo XX.